# Nasipit
Nasipit ist eine philippinische Stadtgemeinde in der Provinz Agusan del Norte.
Nasipit liegt 24 Kilometer von der Provinzhauptstadt Butuan City und 175 Kilometer vom regionalen Zentrum Cagayan de Oro entfernt.
Die ersten schriftlichen Aufzeichnungen über Nasipit datieren auf das Jahr 1880, als der Ort durch die Spanier zu einem pueblo erklärt wurde. Selbstständige Stadtgemeinde wurde Nasipit durch Erlass des US-amerikanischen Generalgouverneurs der Philippinen Eugene Allen Gilmore am 1. August 1929. Nasipit gehörte zuvor zu Butuan.

## Barangays
Nasipit ist politisch unterteilt in 19 Barangays.
| - Aclan - Amontay - Ata-atahon - Camagong - Cubi-cubi - Culit - Jaguimitan - Kinabjangan - Barangay 1 (Pob.) - Barangay 2 (Pob.) | - Barangay 3 (Pob.) - Barangay 4 (Pob.) - Barangay 5 (Pob.) - Barangay 6 (Pob.) - Barangay 7 (Pob.) - Punta - Santa Ana - Talisay - Triangulo |